# コージビオースホスホリラーゼ
コージビオースホスホリラーゼ(Kojibiose phosphorylase、EC 2.4.1.230)は、以下の化学反応を触媒する酵素である。
2-α-D-グルコシル-D-グルコース + リン酸{\displaystyle \rightleftharpoons }D-グルコース + β-D-グルコース-1-リン酸
従って、この酵素の2つの基質は2-α-D-グルコシル-D-グルコースとリン酸、2つの生成物はD-グルコースとβ-D-グルコース-1-リン酸である。
この酵素は、グリコシルトランスフェラーゼ、特にヘキソシルトランスフェラーゼに分類される。系統名は、2-α-D-グルコシル-D-グルコース:リン酸 β-D-グルコシルトランスフェラーゼである。